# چماق و هویج
چماق و هویج (به انگلیسی: Carrot and stick) اشاره دارد به سیاست ارائه تشویق و تنبیه برای گرفتن رفتار مطلوب از طرف مقابل. یا به عبارتی به معنی سیاست تهدید و تحبیب به کار می‌رود.
تعریف بارون در دیکشنری تجاری:
استراتژی هویج و چماق در مذاکراتی به کار می‌رود که یک طرف خواستار چیزهایی از طرف مقابل می‌باشد و مجازاتی را برای طرف مقابل در صورت عدم انجام درخواست مطرح می‌کند.
تعریف در دیکشنری اصطلاحات سنتی آمریکایی:
پاداش و تنبیه به عنوان اقدامات تشویقی استفاده می‌شود. به طوری که در مدیریت، هویج همان ترفیع را قبل از چماق به عنوان تنبیه آویزان می‌کند. این عبارت اشاره دارد به فریب اسب یا الاغ که به سمت هویج آویزان شده حرکت می‌کنند؛ در همان حال، با ضربه چماق به سمت جلو حرکت می‌کند.
استراتژی هویج و چماق در محیط کاری:
در منابع انسانی، هویج اشاره دارد به انگیزه یا وعده انگیزه به کارمندان و چماق اشاره به ترس و تهدید دارد. معمولاً کارمندان بعد از انجام کار، خواستار دریافت وعده داده شده می‌شوند که در مقابل آن از کار اخراج می‌شدند یا خودشان ترک کار می‌کردند.

اخیراً استفاده از این اصطلاح تغییر کرده‌است. پیش‌تر، معنی آن «ارائه مشوق برای پیشبردن به سوی هدف» بود. اصل این استعاره از هویج آویزان بر سر چوب به عنوان انگیزه حیوان برای انجام کار بود.